# Sebastià Coll i Llopis
Sebastià Coll i Llopis (Barcelona, Barcelonès, 1731 — Sant Ramon de Portell, Segarra, 1787) fou un escriptor religiós mercedari, autor de sermons, poesia i cròniques, com la Breve noticia del barrio de la Barceloneta (1755). La UB conserva part de la seva biblioteca.